# Hill of Fare
Hill of Fare är en kulle i Storbritannien.   Den ligger i kommunen Aberdeenshire och riksdelen Skottland, i den norra delen av landet, 600 km norr om huvudstaden London. Toppen på Hill of Fare är 470 meter över havet, eller 281 meter över den omgivande terrängen. Bredden vid basen är 8,4 km.
Terrängen runt Hill of Fare är varierad.Runt Hill of Fare är det ganska tätbefolkat, med 67 invånare per kvadratkilometer. Närmaste större samhälle är Banchory, 8,0 km söder om Hill of Fare. I omgivningarna runt Hill of Fare växer i huvudsak blandskog.